# Hans Tarrillo
Hans Tarrillo Tonder (Lima, 25 de abril de 1990) es un futbolista peruano. Juega de delantero y actualmente está sin equipo. Tiene 34 años. 

## Trayectoria
Se desempeñó en el equipo reservista de Alianza Lima que disputó el Torneo de Promoción y Reserva de 2010, donde anotó 9 goles. Ante la partida de los principales referentes y titulares ofensivos del plantel blanquiazul, Tarrillo tuvo la posibilidad de ser ascendido y formar parte del primer equipo aliancista por sus buenas actuaciones. Debutó en Primera División el 25 de abril de 2010, en el empate 1-1 entre Alianza y Juan Aurich en Chiclayo. Aquel fue el único partido que jugó con el primer equipo durante el Campeonato Descentralizado 2010.
El 31 de agosto de 2011, fue cedido a préstamo al CNI de Iquitos hasta al final de la temporada 2011. El 31 de octubre, por la fecha 26 del Campeonato Descentralizado 2011, anotó su primer gol en Primera División, en la derrota del CNI por 2-1 ante Alianza Atlético en Piura.
Para el año 2012, quedó como jugador libre, y al igual que otros exjugadores jóvenes de Alianza Lima como Diago Portugal y Jack Durán, fichó por la Universidad San Martín. Con su nuevo equipo participó en el Torneo de Promoción y Reserva de 2012, donde anotó varios goles. Posteriormente, el 28 de agosto, regresó a Alianza Lima, ligándose con el equipo blanquiazul hasta el 2014.
En los últimos días del 2012, fue cedido a préstamo al Inti Gas de Ayacucho, junto a Saúl Anicama, por toda la temporada 2013.

## Clubes
| Club                   | País | Año       |
| ---------------------- | ---- | --------- |
| Alianza Lima           | Perú | 2010-2011 |
| CNI                    | Perú | 2011      |
| Universidad San Martín | Perú | 2012      |
| Alianza Lima           | Perú | 2012      |
| Inti Gas               | Perú | 2013      |
| Sport Collao           | Perú | 2017      |
| Sien Carabaya          | Perú | 2017      |